# Hans-Peter Hillig
Hans-Peter Hillig (* 6. Januar 1934 in Leipzig; † 3. Juli 2021 in Frechen) war ein deutscher Rechtsanwalt und Jurist mit dem Schwerpunkt Urheber- und Medienrecht.

## Leben
Hans-Peter Hillig entstammte der Leipziger Juristenfamilie Hillig und dem Leipziger Kaufmannsgeschlecht Schomburgk. Er besuchte bis 1952 die Thomasschule zu Leipzig.
Ab 1953 studierte er Rechtswissenschaft an der Universität Köln. 1957 bestand er die Erste und 1961 die Zweite Juristische Staatsprüfung.
1962 wurde er Rechtsanwalt und Syndikusanwalt beim WDR und war bis 1971 zudem Syndikus beim Westdeutschen Werbefernsehen. Von 1978 bis 1997 war er stellvertretender Justitiar und Rundfunkdatenschutzbeauftragter des WDR, bis 1997 außerdem Vorsitzender der ARD/ZDF-Arbeitsgruppe Urheberrecht.
Bei Anhörungen im Bundesministerium der Justiz, im Rechtsausschuss des Deutschen Bundestags und im Rechtsausschuss des Europäischen Parlaments setzte er sich für eine interessengerechte Gestaltung des Rundfunkurheberrechts ein.
Bis 1997 war er Beirat und Aufsichtsratsvorsitzender der VFF-Verwertungsgesellschaft der Film- und Fernsehproduzenten mbH.
Er war vorwiegend auf dem Gebiet des Urheber- und Medienrechts anwaltlich tätig und publizierte regelmäßig zum Urheber-, Verlags-, Rundfunk- und Medienrecht.
Er war langjähriges Mitglied des Fachausschusses für Urheber- und Verlagsrecht der Deutschen Vereinigung für gewerblichen Rechtsschutz und Urheberrecht.
Hans-Peter Hillig ist Enkel des Justizrates Curt Hillig und des Unternehmers Walter Schlobach, Urenkel des Architekten Max Pommer und Nachkomme des Verlegers Benedictus Gotthelf Teubner.

## Werke (Auswahl)
- Europäisches und Internationales Urheberrecht. 1. Auflage, Verlag C. H. Beck, München 2006, ISBN 3-406-54310-3.
- Urheber- und Verlagsrecht. 18. Auflage. Beck-Texte im dtv, München 2019, ISBN 978-3-406-73835-7
- Hans Brack, Günter Herrmann, Hans-Peter Hillig: Organisation des Rundfunks in der Bundesrepublik Deutschland 1948–1962. Hamburg 1962.
- Mitautor von Fuhr/Rudolf/Wasserburg: Recht der Neuen Medien. C.F. Müller Juristischer Verlag, Heidelberg 1989, ISBN 3-8114-6688-7.
- Rundfunkrecht. Beck-Texte im dtv, München 1990, ISBN 3-423-05560-X.
- Der Beitrag Curt Hilligs zur Entwicklung des Urheber- und Verlagsrechts. In: Archiv für Urheber- und Medienrecht (UFITA), Jg. 2004, Nr. I, S. 31–45.
- Mitautor von Möhring/Nicolini: Urheberrecht, Kommentar. C.H. Beck, München, 4. Aufl. 2018, ISBN 978-3-406-71157-2
- Mitautor von BeckOK Urheberrecht